# Marie Vorobieff
Maria Bronislavovna Vorobyeva-Stebelska (russo: Мария Брониславовна Воробьёва-Стебельская), também chamada de Marie Vorobieff ou Marevna, nascida em 1892 em Cheboksary, Rússia, falecida em 4 de maio de 1984 em Londres, foi uma pintora conhecida por suas obras cubistas e pontilistas.
Ela passou uma infância solitária em Tiflis, capital da Geórgia, que estava sob controle russo. O nome Marevna foi dado a ela em homenagem a uma fada princesa do mar russa por Maxim Gorky, um escritor e ativista político russo que ela conheceu na Itália, e esta se tornou sua assinatura. Personagem audaciosa, mas charmosa e espirituosa, Marevna viajou extensivamente pela Europa e foi uma das primeiras mulheres a descobrir o cubismo, conseguindo combinações notáveis de pontilhismo e estrutura em seu trabalho. Marevna foi inicialmente retratista, mas abraçou o cubismo, em parte devido às influências de seu relacionamento com o mundialmente famoso pintor/muralista mexicano Diego Rivera e sua amizade com Fernand Léger e Ossip Zadkine. Modigliani, Picasso e Rivera fizeram retratos de Marevna.